# Dasyvalgus cambodjensis
Dasyvalgus cambodjensis är en skalbaggsart som beskrevs av Renaud Maurice Adrien Paulian 1961. Dasyvalgus cambodjensis ingår i släktet Dasyvalgus och familjen Cetoniidae. Inga underarter finns listade i Catalogue of Life.